# Juncus homalocaulis
Juncus homalocaulis är en tågväxtart som beskrevs av Ferdinand von Mueller och George Bentham. Juncus homalocaulis ingår i släktet tåg, och familjen tågväxter. Inga underarter finns listade i Catalogue of Life.